# ホイル焼き

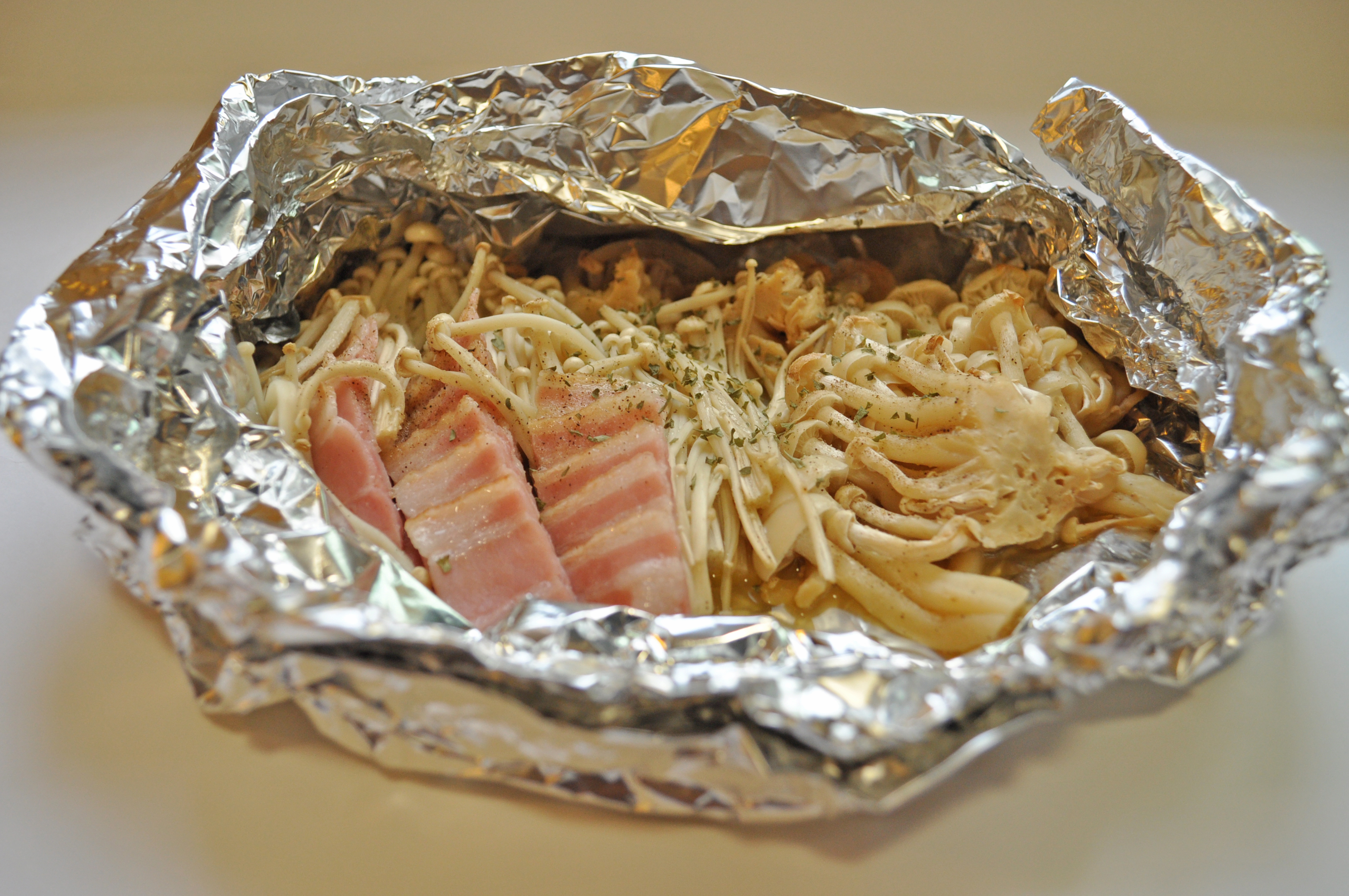
キノコとベーコンのホイル焼き

ホイル焼き（ホイルやき）は、日本料理および西洋料理の調理法。その名の通り、アルミホイルで食材を包んで蒸し焼きにするものであり、ホイル蒸し（ホイルむし）と呼ばれることもある。主に魚介類、または肉の調理に使われる技法である。

## 概要
日本料理の奉書焼き（和紙包み焼き）やフランス料理のパピヨットなど、食材を紙に包んで蒸し焼きにする料理法は昔から存在した。この紙をアルミホイルで代用した調理法がホイル焼きである。紙に比べてアルミホイルは折り曲げて封がしやすく、不燃性などの利点がある。

## 食材
ホイル焼きにされる主な食材として、サケ、マス、タラなどの白身魚や、鶏肉などがある。また、シメジ、マイタケ、エノキタケなどのキノコ類や、ジャガイモ、タマネギ、キャベツなどの野菜や山菜を魚などと一緒に包むことも多い。

## 調理法
食材を適当な大きさに切り、広げたアルミホイルの上へ乗せた後、塩、コショウなどの調味料をかけておく。味付けは醤油、味噌、料理酒、バターなどが基本であり、好みによって配分は異なる。また、料理酒の代わりに白ワインが使われることもある。
アルミホイルで食材をふんわりと包み込み、蒸気を逃がさないようにしっかりと合わせ目を閉じる。これをフライパンやオーブンなどで蒸し焼きにするが、電子レンジでの調理は危険なため（マイクロ波によってアルミホイルから火花が生じ、やがて発火元となるため）に避けるべきである。また、フライパンを使用する際には水を張ることもある。
焼き上がりに要する時間は食材や使用する調理器具によって異なるが、大体10分から15分程度であることが多い。焼き上がった後はアルミホイルで包んだままの状態で皿に乗せ、熱いうちにポン酢などをかけて供する。その際、レモンなどの柑橘類の輪切りを添えることも多い。
アルミホイルに食材を乗せる際、注意するべき点は魚や肉をそのまま乗せないことである。これは魚や肉をアルミホイルと密着させてしまうと、焼いている最中にアルミホイルが破れやすくなるためである。これを回避するため、基本的には野菜類を先に敷いておき、その上に魚や肉を乗せることが望ましい。